# Lydia the Tattooed Lady
Lydia the Tattooed Lady („Lydia, die tätowierte Dame“) ist ein von Yip Harburg und Harold Arlen geschriebener novelty song aus dem Spielfilm Die Marx Brothers im Zirkus (1939), wo er von Groucho Marx vorgetragen wird.

## Handlung

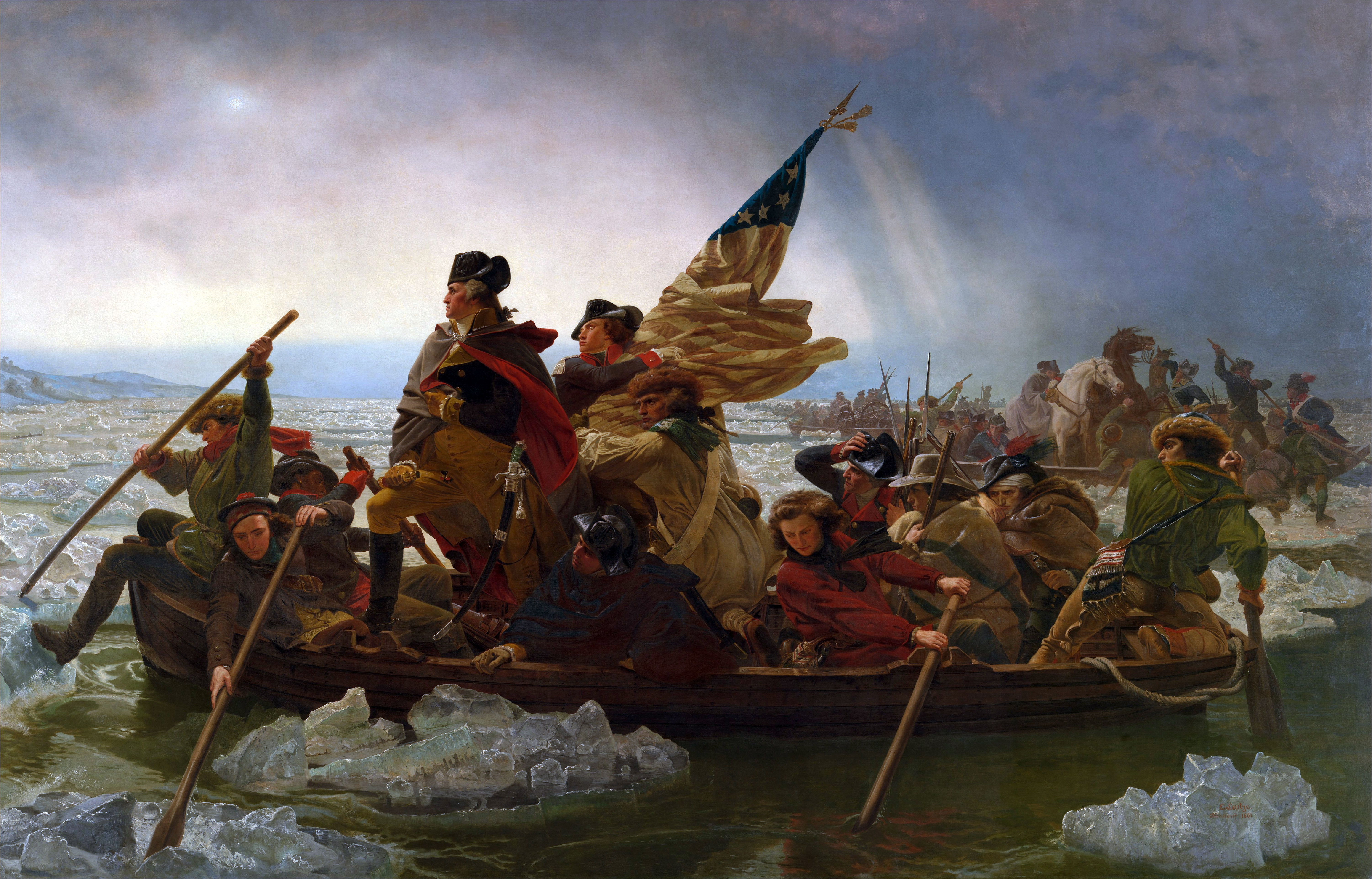
Washington Crossing the Delaware. Gemälde von Emanuel Leutze, 1851.

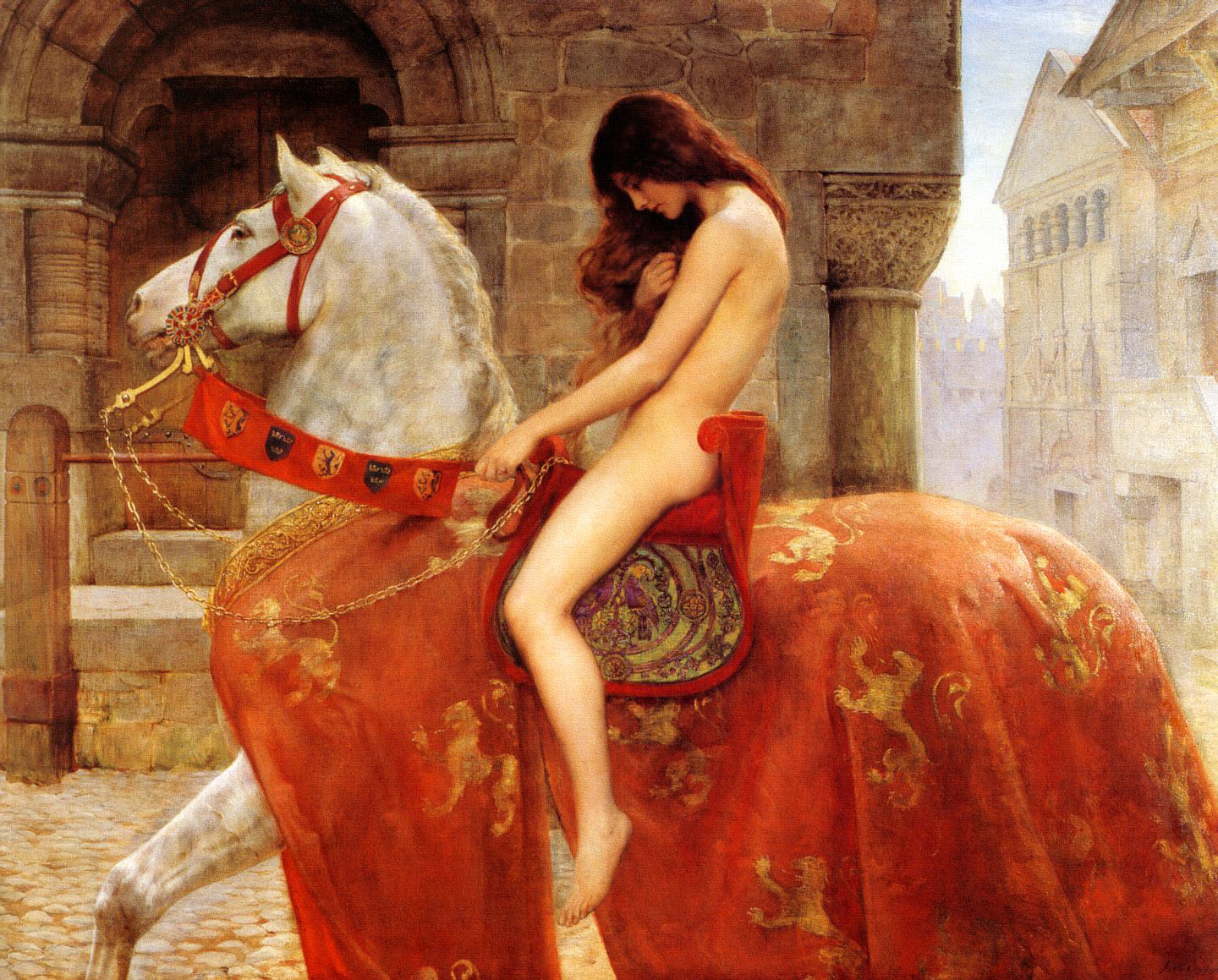
Lady Godiva (hier sans Pyjama)

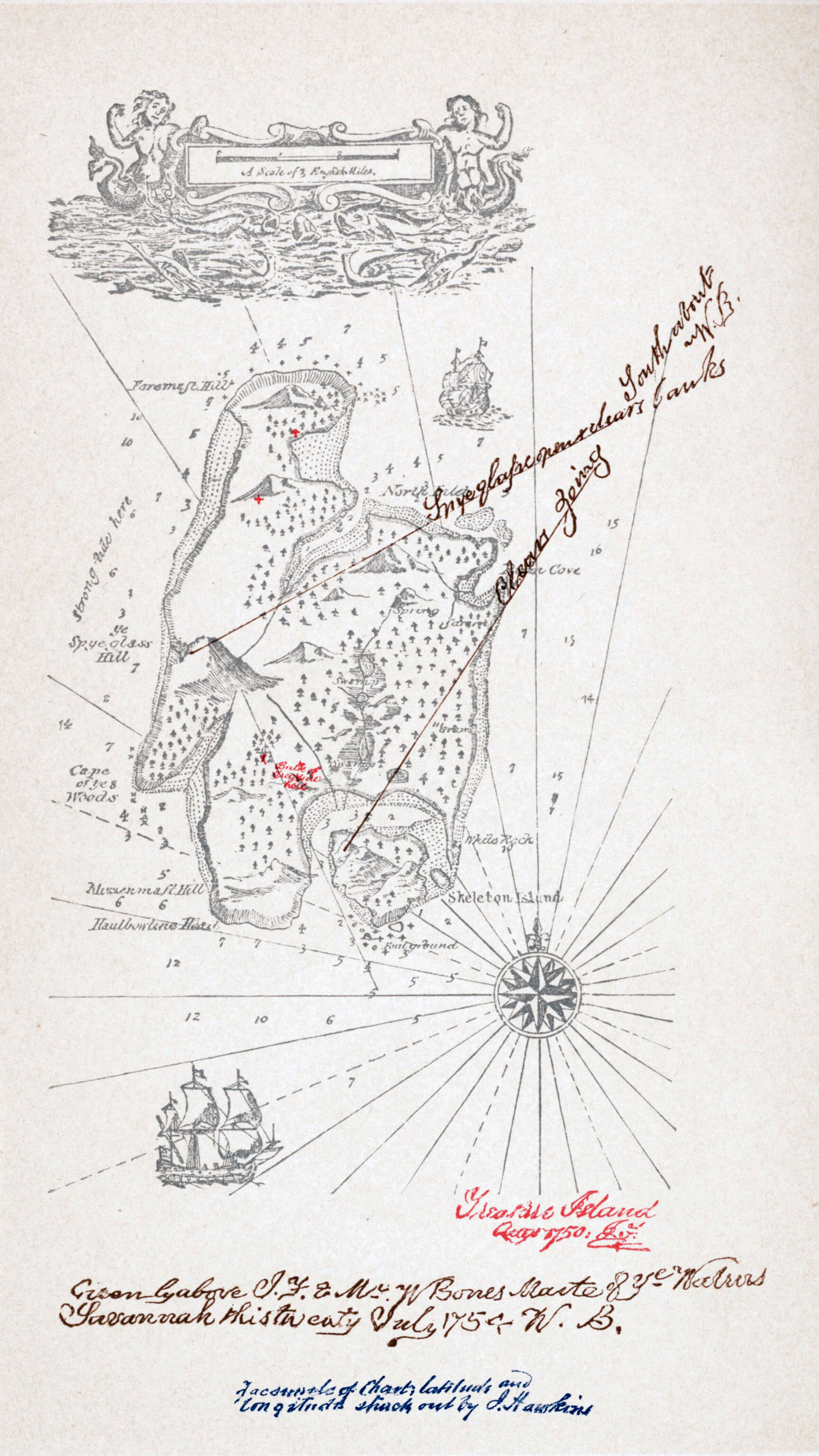
Karte der Schatzinsel

Der Text handelt von einer ganz fabulösen Dame namens Lydia, oder vielmehr von ihren zahlreichen Tätowierungen, die sie gegen Bares dem staunenden Publikum präsentiert (offenbar in einem Zirkus oder Vaudeville-Theater). Im Einzelnen sind auf ihrem Torso folgende Motive zu bewundern:
- Die Schlacht bei Waterloo, das Wrack der Hesperus sowie ein wehendes Sternenbanner (allesamt auf Lydias Rückenpartie)
- Stadtansichten von Paris und Kankakee, Illinois
- George Washington, wie er den Delaware überquert
- Andrew Jackson, einen Hügel erklimmend
- Die Niagara-Fälle
- Die Gefängnisinsel Alcatraz (aber nur an Tagen mit klarer Sicht)
- Buffalo Bill, ein Lasso schwingend
- die Amazonasexpedition von Kapitän Spaulding (einer fiktiven Figur aus dem Marx-Brothers-Film Animal Crackers (1930))
- Lady Godiva (allerdings nicht nackt, sondern in Pyjamas)
- Grover Whalen, der Ausstellungsleiter der New Yorker Weltausstellung 1939, wie er die Skulptur Trylon enthüllt
- Die Schatzinsel
- Vaslav Nijinsky, die Rumba tanzend
- Lydias Sozialversicherungsnummer
- ein „klassischer Mendel Picasso“
- Schiffe auf ihrer Hüfte

Lydia the Tattooed Lady ist heute eines der bekanntesten komischen Stücke des amerikanischen Liedguts und wird in der Populärkultur oft referenziert. Schon 1940 stimmte Virginia Weidler den Song im Spielfilm Die Nacht vor der Hochzeit an, Robin Williams sang ihn 1991 in König der Fischer; hervorzuheben ist außerdem die Darbietung von Kermit, dem Frosch, in der Muppet-Show im Januar 1976.